# Gigi (roman)
Gigi is een roman uit 1944 die geschreven werd door de Franse schrijfster Colette.
Het boek is tweemaal verfilmd en verder is het verhaal verwerkt tot musical.
- Gigi (1949), Franse film van Jacqueline Audry,
- Gigi (1958), Amerikaanse film van Vincente Minnelli.

## Inhoud
Het verhaal gaat over een 15-jarig meisje met de naam Gilberte, oftewel Gigi. Haar alleenstaande moeder, Andrée, die zangeres is aan de Parijse Opéra-Comique, heeft haar opvoeding verwaarloosd. Haar grootmoeder, Ines en haar oudtante Alicia hebben zich over haar ontfermd. Hoewel Gigi wordt opgeleid tot courtisane, heeft zij toch de onbevangenheid van een kind.
Zij is dikke vrienden met de zoon van Gaston Lachaille, een oude geliefde van Ines, de rijke directeur van een suikerfabriek maar ook een notoire rokkenjager. Terwijl Gaston verliefd op Gigi wordt, ontplooien zich tegelijkertijd haar volwassenheid en haar vastberadenheid.
Ze past er voor om alleen maar een nieuwe verovering te zijn en wijst zijn avances van de hand, tot grote ontzetting van haar familie. Uiteindelijk krijgen de twee een relatie en Gaston vraagt haar om haar hand.